# Вилминоре ди Скалве
Вилмино̀ре ди Ска̀лве (на италиански: Vilminore di Scalve; на ломбардски: Ilminor, Илминур) е село и община в Северна Италия, провинция Бергамо, регион Ломбардия. Разположено е на 1019 m надморска височина. Населението на общината е 1459 души (към 2018 г.).